# دیمیترا سیلیاسکوپولوس
دیمیترا سیلیاسکوپولوس (انگلیسی: Dimitra Tsiliaskopoulos؛ زادهٔ ۲۸ اکتبر ۱۹۸۴) بازیکن فوتبال اهل استرالیا است.